# آنا غودمان
آنا غودمان هي متزحلقة كندية، ولدت في 23 يناير 1986 في مونتريال في كندا.

## وصلات خارجية
- آنا غودمان على موقع الاتحاد الدولي للتزلج (التزلج على المنحدرات الثلجية) (الإنجليزية)
- آنا غودمان على موقع أوليمبيديا (الإنجليزية)
- آنا غودمان على موقع اللجنة الأولمبية الكندية (الإنجليزية)